# Обща хълбочна артерия
Общата хълбочна артерия (на латински: arteria iliaca communis) се намира на нивото на IV поясен прешлен и представлява разклонение на коремната аорта. Последната се разделя на два значително дебели клона - лява и дясна обща хълбочна артерия. След отделянето си от коремната аорта тези два клона се насочват встрани и надолу, достигат до съответната кръстцово-хълбочна става и всеки от тях се разделя на следните два подклона:
- Вътрешна хълбочна артерия (arteria iliaca interna).
- Външна хълбочна артерия (arteria iliaca externa).